# Pasay

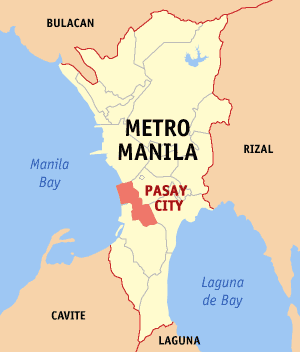
Pasay Citys läge i Metro Manila.

Pasay City är en stad på ön Luzon i Filippinerna. Den ligger i Metro Manila och har 354 908 invånare (folkräkning 1 maj 2000).
Staden är indelad i 201 smådistrikt, barangayer, varav samtliga är klassificerade som tätortsdistrikt.

### Fotnoter
1. ↑  Municipality/City: PASAY CITY Arkiverad 14 november 2012 hämtat från the Wayback Machine.